# Flugplatz São Jacinto

i7
i11
i13
Der Flugplatz São Jacinto (ICAO-Code: LPAV), auch Flugplatz Aveiro, portugiesisch Aeródromo Municipal de Aveiro, ist ein portugiesischer Flugplatz nahe der Stadt Aveiro. Er wurde anfangs als Militärflugplatz genutzt und wird derzeit von Sportflugzeugen verwendet. Liniendienste gibt es auf dem Flughafen São Jacinto nicht.